# デッド オア アライブ3
『デッド オア アライブ3』（デッド オア アライブスリー、DEAD OR ALIVE 3）は、テクモより発売されたXbox用の3D対戦型格闘ゲーム。
発売日は2001年11月15日発売（北米）、2002年2月22日発売（日本）、2002年3月14日発売（欧州）。

## 概要
「デッド オア アライブ シリーズ」のナンバリングタイトル3作目。略称は「DOA3」。キャッチコピーは「遊びは、ドラマチックに進化した。」。
アーケードから家庭用ハードへ移行した初のタイトルで、Xboxの性能を充分に活かした美麗なグラフィック、古城、ギアナ高地、超高層ビルからの落下に代表されるシリーズ屈指のスケール感の大きいステージ演出、サイドビューが常識かつ大前提である3D格闘ゲーム史上で類を見ないフロントビュー（後方視点）で闘うラストボス戦などが特徴。
国内販売に先駆けて約3か月も早く北米版からリリースされたが、日本版ではオープニングムービー・新コスチューム・新技の追加、バランス調整などの改良が施されたため、準別作ともいえる差異が生じている。
システム面では在来の「フリーステップ」のコマンドおよび性質が調整され、上下キー+Fボタンだった操作が方向入力だけに単純化されたほか、相手側の状況や大技後の隙、または一部のキャラクターに実装された「軸ずらし技」の性能にもよるが“避ける、かわす、回り込む”ことが狙いやすくなり、上述のラストボス戦においても重要なテクニックになっている。
ホールドは『PS2版2』で初採用されたキー入力1方向&パンチ・キックの区別が無い「上・中・下段」の3択仕様であり、守勢側が狙いやすいバランスを継続。クリティカルにはシリーズ初登場属性の“タメ攻撃”から生じる「ガードブレイク」が追加されたほか、反転のけぞりは「背中ダウン」の名でも表記されて存在する。レバー回復の操作はFボタンを押しながら方向パッドか左（アナログ）スティック/同ボタンの左右を交互に連打する仕様。投げ抜けは『2HC』と同じだが、多少の連打などアバウト気味の入力でも成立するようになった。
デンジャーについては、崖落下系ダメージでもK.O.になる。スリップ地形では中・下段属性からのみクリティカルとなる。
細かい点では、一時無敵が慣例だった「壁ダウン」に追撃可能な当たり判定が導入され、投げ技に新カテゴリーの「空中投げ」が追加された。コスチュームはサバイバルモードで稀に落とすアイテムの「プロトタイプXbox」を回収することなどで増えていく。
アーケードから離れたこと、当時の国内Xbox本体の販売不振、そして後述する『2U』で初導入されることになるXbox Live通信に非対応だったことなどが重なり対戦相手探しには難があるものの、CPUの強さのプログラミングが抑えられたストーリーモードの容易さなどから、総評的には『DOAシリーズ』初心者が遊びやすいタイトルである。
なお、Xbox 360本体で『2U』をプレイした場合、隠しキャラクターの出現条件が関係して単純な遊び用途以外で必携となる一面もある。
『D』『5U』『5UA』には一部ステージが移植された。

## ストーリー
第3回DOA大会開催。その目的はOMEGA（オメガ計画により超人となった幻羅）の力を試すこと。大会はザックが順調に勝ち続けなんと優勝する。しかしその裏では、変わり果てた姿となった幻羅を自らの手で葬り去らねばならない、哀しみを抱えて闘うあやねの孤独な物語があった。

## キャラクター
- ヒトミ (HITOMI)
- クリスティ (CHRISTIE)
- ハヤテ (HAYATE)
- ブラッド・ウォン (BRAD WONG)

の新規4名が初登場。
トーナメントの最後には、
- OMEGA (オメガ) [1]

がラストボスとして登場する。

## 廉価版
- 『DEAD OR ALIVE 3 XBOX CLASSICS』2003年4月11日発売 - 欧州の廉価版。
- 『DEAD OR ALIVE 3 PLATINUM HITS』2003年8月発売 - 北米の廉価版。
- 『DEAD OR ALIVE 3 Platinum Collection』2003年12月11日発売 - 日本の廉価版。

## グッズ
- 『DEAD OR ALIVE 3 ORIGINAL SOUND TRAX』ウェークアップ、KWCD-1006 - 曲名後に“［］で囲んだ氏名”が付く表記になっている。一部は『D』や『5シリーズ』にも移植された。
- エアロスミス "Nine Lives" コロムビア・レコード - デモオープニングテーマ。
- エアロスミス "Home Tonight" ソニー・ミュージックレコーズ - エンディングテーマ。
- 『デッド オア アライブ3 ガイドブック』エンターブレイン、2002年3月27日発売、ISBN 4-7577-0828-9
- 『DEAD OR ALIVE 3 パーフェクトガイド』ソフトバンククリエイティブ、2002年4月26日発売、ISBN 4-7973-1984-4

## 企画
「Xbox Championship Vol.4 〜DEAD OR ALIVE 3〜」2004年2月21日 - 3月7日開催、マイクロソフト主催 - 個人戦と団体戦の2部門で実施された全国大会。決勝戦は新宿アルタで行われ、ハヤテを使った関西代表が両部門で優勝し、賞金50万円およびJTB旅行券15万円分などを手にした。また、会場にはスペシャルゲストとして芸能人の下村真理（後のMARI）が招かれ、ティナの「アステローペ」を再現した公式オリジナル水着姿でプレゼンテーターを務めた。